# Фрања Асишки
Фрања Асишки (итал. Francesco d'Assisi; 1182 — Асизи, 3. октобар 1226) је оснивач Фрањевачког реда. Рођен је као Ђовани ди Пјетро ди Бернардоне (итал. Giovanni di Pietro di Bernardone). Отац му је био трговац из Асизија, а мајка Францускиња (одатле надимак Франческо, тј. Француз, Фрања). У младости је водио весео, бонвивански живот. За време рата с Перуђом пада у заробљеништво, да би након ослобођења из заробљеништва тешко оболео. У заробљеништву и за време болести доживљавао је дубоке психолошке промене које налазе свој израз у његовој новој концепцији религиозности.
Након оздрављења и проживљених психолошких промена напушта имућну родитељску кућу и, одевен у врећу, послужује губавце и поправља рушевине цркве. Суграђани су га испочетка сматрали чудаком, па и лудаком, али његово проповедање о апсолутном еванђеоском сиромаштву у доба оштро наглашених класно-економских разлика у феудалном друштву налази присталице међу народом и сиромашним слојевима грађанства. Број Фрањине покорничке браће с временом је све више растао те се покрет светог сиромаштва шири великом брзином и постаје претња за привилеговани положај клера. Како би сузбио ту опасност, папа Иноћентије III позива Фрању к себи и, након што добија гаранције да ће покрет поштовати сва световна права Цркве и беспризивно се подлагати папином ауторитету, одобрава његово деловање, односно потврђује 1209. оснивање новог - Фрањевачког реда (тзв. мала или сива браћа), чији службени назив гласи Ordo fratrum minorum. Године 1212. Фрања Асишки и Клара Скифи оснивају и женску грану реда — кларисе.
Живот Фрање Асишког и његове прве редовничке браће окитила је легенда (Bonaventurina Legenda major i Legenda minor, Fioretti, Dicta Egidii итд.) многим фантастичним детаљима (проповед птицама, добијање светих рана на брду Алверни, путовање на Исток међу сараценске невернике). Од незнатне дружине мале браће, која је живела без одређених правила, поводећи се углавном само за личним Фрањиним примером, развио се још за Фрањиног живота јак ред који делује по читавој Европи. Међутим, удаљавање од првобитних идеала доскора доводи у Фрањевачком реду до несугласица, па Фрања који нема способности вође и организатора препушта управу реда другоме 1220. године. Но, ред се ипак с временом расколио на конвентуалце (који су били за ублажавање правила о сиромаштву) и опсерванте (који су задржали захтев за сиромаштвом). У 19. веку од опсерваната су се одвојили капуцини (због још строжег захтева за непоседовањем материјалних добара). Поред њих настали су и терцијари (трећереци), тј. ред чији чланови могу бити и жене и мушкарци, могу поседовати имовину, ступати у брак и уопште живети световним животом.
Повукавши се у интимни круг браће у дому крај прастаре црквице Порцијунке (у којој је и започео свој животни пут), он запада све чешће у заносно-мистична расположења, па се тако нпр. весели сестрици смрти. Необична Фрањина личност и његова ведра, оптимистичка појава у суморном мраку средњовековне религиозности била је тумачена на најразличитије начине, а његова ситна аскетска фигура постаје мотив многих сликарских и кипарских радова – можда и зато што је цео његов живот обележен необичним доживљајима. Тако је, између осталог, натерао свог пријатеља, брата Руфина (Леон, Руфин и Анђео били су његови најприснији пријатељи), да го прође улицама Асиза само с конопцем око врата, а у Болоњи се попео на потпуно нови кров и почео да баца црепове на земљу.
Као песник са стилом провансалских трубадура и аутор песме „Песма брату Сунцу” (Cantico del Fratre Sole), Фрања се обраћа народним језиком и у својој свеобухватној пантеистичкој љубави према читавој природи припрема пут ослобођењу уметности од укочености средњовековних форми. Фрања као путујући мисионар-сиромах (poverello) и лирик-визионар обогаћује хришћанску мистику новим мотивима (стигматизација, еванђеоска вера, божићне јаслице итд.). Он је уједно и настављач „јеретичких“ учења Албигенза и Валденза о апсолутном сиромаштву, противник науке, учености и самостанских зидина, а ипак ироничним обратом историјске судбине оснивач реда који је касније вековима био чврст ослонац инквизиције. Фрања Асишки је проглашен свецем само две године (1228) након смрти. Због заљубљености у природу еколози су га изабрали за свог заштитника, а у свету се сматра свецем мира.
Занимљиве приче о животу Фрање Асишког могу се пронаћи у књизи Џона Мурмана „Нови цвјетићи светога Фрање“ (Теовизија, Загреб, 1995). Иначе, најстарији документ о Фрањи Асишком је алегоријска прича „Свети разговор блаженога Фрање с Госпођом Сиромаштином”. У тој причи казује се како је Фрања трагао за сиромашном, презреном и невољеном Госпођом Сиромаштином и како ју је учинио својом невестом.

## Фрања Асишки и Дубровчани
Фрања Асишки је на пропутовању за Сирију 1212. године посетио Дубровник где је православље, у коме се препознавала озбиљна опасност, било сузбијано, па чак и прогоњено. Верује се да је тај страх, који се преносио с генерације на генерацију властеле, у Дубровчане усадио Фрања Асишки који је 1220, ако је предање тачно, изјавио да ће Дубровник пропасти кад у њега продре православље. Руски цар Александар I је 1803. године именовао Карла Фонтона (Француз) за свог генералног конзула за Далмацију, који је требало да столује у Дубровнику. Са собом је повео два православна свештеника да му врше службу Божју у његовој конзулској капели. Дубровачки Сенат је наредио прогон та два православна свештеника из Дубровника уз образложење да је Св. Фрања Асишки прорекао године 1220. да ће Дубровник само дотле сачувати своју независност и свој цвет, док буде затварао врата грчко-источњацима.

## У уметности
Фрањевачки ред је промовисао приврженост Фрањином животу од његове канонизације. Ред је наручио многа дела за фрањевачке цркве, приказујући га са светим ликовима или епизодама из његовог живота. У базилици Сан Франческо д'Асизи постоје велики рани циклуси фресака, чији су делови приказани.
Постоје безбројни прикази светог Фрање Асишког и музичког анђела из седамнаестог и осамнаестог века у црквама и музејима широм западне Европе. Наслови ових приказа увелико варирају, понекад описујући Фрању као „утешеног“, „угођеног“, у „усхићености“ или у „занесењу“; присуство музичког анђела може, али и не мора бити поменуто.
- Фрања Асишки у уметности
- Свети Фрања и сцене из његовог живота, 13. век
- Свети Фрања Асишки прима стигме, Јан ван Ајк, oko 1430–1432, верзија у Торину[7]
- Стигматизација светог Фрање, Доменицо Венезиано, 1445
- Свети Фрања у пустињи, Ђовани Белини, око 1480
- Свети Фрања са Крвљу Христовом, Карло Кривели, око 1500
- Свети Фрања прима стигме, Ел Греков студио, 1585–1590
- Фрања Асишки са анђеоском музиком, Франциско Рибалта, око 1620
- Свети Фрања у медитацији, Франциско де Сурбаран, 1639
- Свети Фрања Асишки у екстази, Хозе де Рибера, 1639
- Свети Фрања Асишки у екстази, Каравађо, око 1595
- Фрања Асишки у посети свом самостану док је био далеко, у ватреним колима, Хозе Бенлиуре и Жил (1855–1937)
- Екстаза светог Фрање, Стефано ди Ђовани, 1444
- Назарио Герарди као Франсис у Цвећу светог Фрање, 1950
- Статуа у опатији Аскетон, Ирска, за коју се тврдило да лечи зубобољу, 14–15 век